# Roger Davies (Fußballspieler)
Roger Davies  (* 25. Oktober 1950 in Wolverhampton) ist ein ehemaliger englischer Fußballspieler. Der Stürmer gewann 1975 mit Derby County die englische Meisterschaft und zwei Jahre später in Diensten des FC Brügge das „Double“ aus Meisterschaft und Pokal in Belgien. In der nordamerikanischen NASL war er danach für drei verschiedene Vereine aktiv und er wurde 1980 als ligaweit wertvollster Spieler („MVP“) ausgezeichnet.

## Sportlicher Werdegang

### Derby County
Im September 1971 schloss sich Davies dem englischen Erstligisten Derby County an. Nur kurz zuvor hatte noch in der niederklassigen Midland Football Combination für den kleinen Klub Bridgnorth Town gespielt und diesen Verein im August 1971 in Richtung Worcester City verlassen. Worcester war immerhin in der Southern League aktiv und die Leistungen des groß gewachsenen Mittelstürmers müssen einen derartigen Eindruck hinterlassen haben, dass Derby die nicht unerhebliche Summe von 12.000 Pfund für Davies’ Wechsel zahlte.
Seinen ersten Auftritt im Profiligafußball hatte er zunächst im August 1972 während einer Leihphase bei Preston North End. Bei den „Rams“ hingegen war er in der Saison 1971/72 nur im sportlich weniger bedeutenden Texaco Cup sowie in der Reservemannschaft zum Einsatz gekommen. In der B-Elf hatte er dessen ungeachtet die Central League gewonnen und ab der folgenden Spielzeit 1972/73 gelang es ihm mehr, in der Stammformation Fuß zu fassen. In 20 Ligapartien schoss er sieben Tore. Dazu kam ein Hattrick im FA Cup gegen Tottenham Hotspur, als Derby County einen 1:3-Rückstand noch kurz vor Ende in einen 5:3-Sieg umwandelte. Im Halbfinalrückspiel des europäischen Landesmeisterwettbewerbs gegen Juventus Turin (0:0 nach einem 1:3 im Hinspiel) ließ er sich nach einer Provokation zu einer Tätlichkeit gegen Francesco Morini hinreißen und wurde dafür vom Platz gestellt. Im März 1974 bestritt Davies per Einwechslung gegen Schottland (2:0) seinen ersten (und einzigen) Auftritt für die englische U-23-Auswahl und beim Gewinn der englischen Meisterschaft 1975 war er eine feste Größe im Team. Zu dem Erfolg steuerte er zwölf eigene Treffer bei und alle fünf Tore zum 5:0-Heimsieg gegen Luton Town am 29. März 1975 gingen auf sein Konto.

### Stationen nach Derby
Gut ein Jahr später wechselte Davies im August 1976 nach Belgien zum FC Brügge und dort war er Teil der Mannschaft, die das „Double“ aus Meisterschaft und Pokal gewann. Noch vor Ende der anschließenden Saison 1977/78 zog es ihn im Dezember 1977 zurück in die erste englische Liga zu Leicester City. Dort stieg er zum Ablauf der Spielzeit als Tabellenletzter ab und auch im Jahr darauf blieb er mit gerade einmal zwei Toren hinter den Erwartungen zurück, bevor er im März 1979 in die nordamerikanische NASL zu den Tulsa Roughnecks wechselte. In Tulsa hatte Davies’ vormaliger Derby-County-Sturmpartner Andy Hinton das Traineramt übernommen und ihn zu dem Wechsel überredet. Aufgrund von sporadischen Verletzungen blieben seine Leistungen hier wechselhaft und auch seine letzte Rückkehr in den englischen Profifußball sechs Monate später stand unter keinem guten Stern. Bei Derby County, das in der Saison 1979/80 um den Klassenerhalt kämpfte, schoss er in 22 Meisterschaftsspielen nur drei Tore und vor Saisonende, das letztlich den Abstieg zur Folge hatte, folgte er Hinton ein weiteres Mal nach Nordamerika. Hinton hatte zwischenzeitlich in Seattle bei den Sounders angeheuert und ab März 1980 ging Davies dort auf Torejagd. Das Jahr 1980 war Davies’ erfolgreichste Phase im US-Profifußball. Er schoss 25 Tore und wurde am Ende der Saison als wertvollster Spieler der Liga („MVP“) ausgezeichnet. Zwei weitere Jahre war Davies noch in Seattle aktiv und gleichsam spielte er für den Klub im organisierten Hallenfußball. Letzte Station in den USA waren 1983 die Fort Lauderdale Strikers, wo ihm jedoch nur noch drei weitere Tore gelangen.
Im Herbst seiner Laufbahn angekommen, spielte Davies danach wieder in seiner englischen Heimat nach einem Kurzaufenthalt beim FC Burnley ab November 1983 für den Viertligisten FC Darlington und ab Februar 1984 für die unterklassigen Gresley Rovers. In Church Gresley arbeitete er dazu zwischen Juli 1984 und Januar 1985 als Spielertrainer. Letzte aktive Station war in der Saison 1985/86 der FC Stapenhill in der Leicestershire Senior League, bevor Davies seine Karriere beendete. In der Folgezeit blieb er dem Fußball in der Region um Derby weiter erhalten. Dabei begann er vor allem als Radioreporter im Rahmen der Berichterstattung von Partien von Derby County.

## Titel/Auszeichnungen
- Englische Meisterschaft: 1975
- Texaco Cup: 1972
- Belgische Meisterschaft: 1977
- Belgischer Pokal: 1977
- Wertvollster Spieler („MVP“) in der NASL: 1980